# Jindřich Kakos
Jindřich Kakos (11 febbraio 1912 – 20 settembre 1971) è stato uno schermidore cecoslovacco, vincitore di una medaglia di bronzo ai campionati mondiali di scherma.